# Registratore di cassa

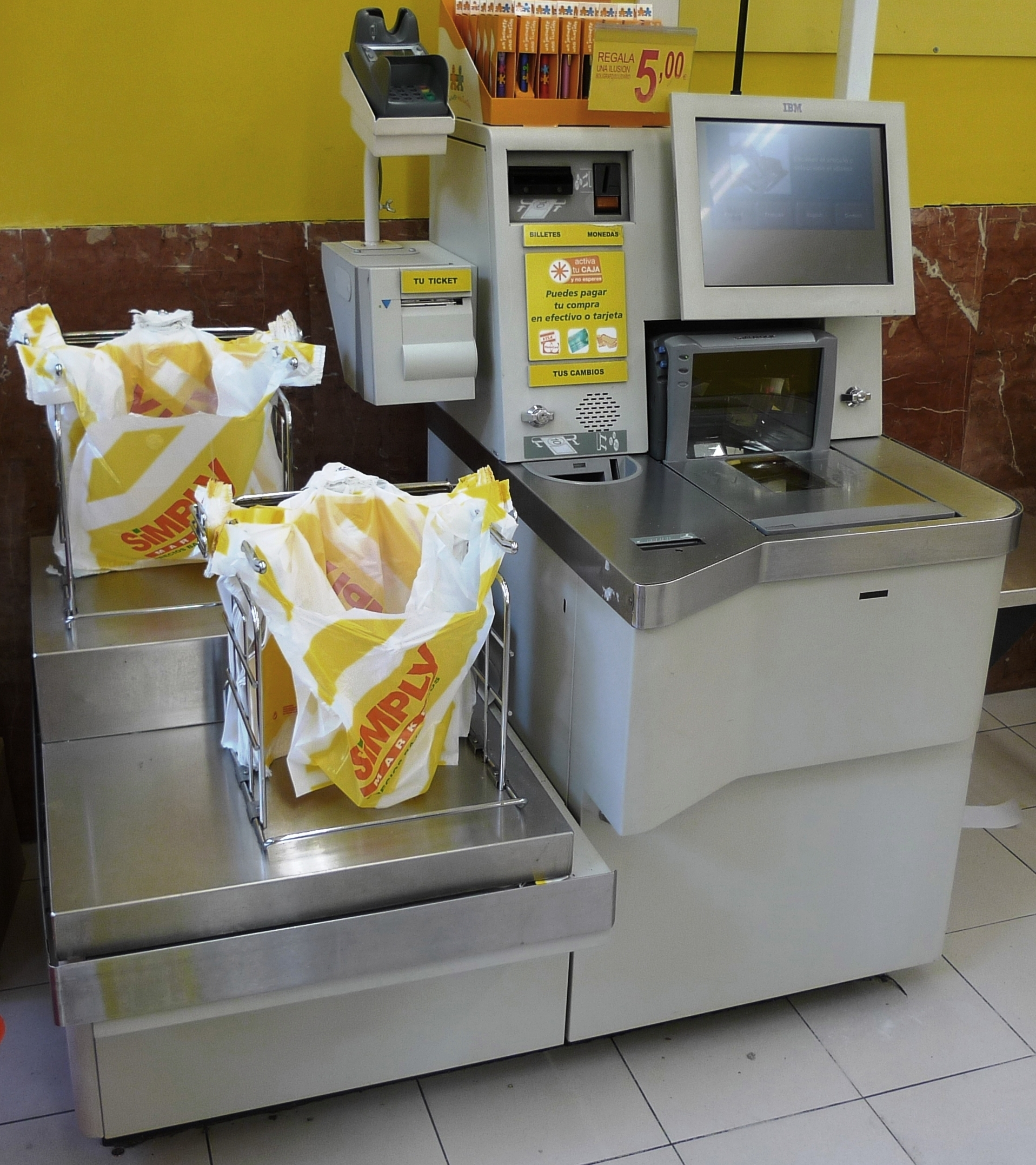
Registratore di cassa "self-service" (Madrid).

Un registratore di cassa o anche solo cassa automatica è un dispositivo meccanico o elettronico per calcolare e memorizzare le transazioni di vendita unito normalmente ad un cassetto per immagazzinare il denaro ordinato nei vari tagli. In genere il registratore di cassa stampa o invia digitalmente uno scontrino per l'acquirente che reca i dettagli della transazione, del pagamento, la data dell'acquisto e l'identificativo della cassa che ha eseguito l'operazione. Un registratore, se predisposto, può stampare e/o inviare anche la fattura o la ricevuta fiscale. A seconda della legislazione vigente lo scontrino può essere fiscale o meno.

## Storia

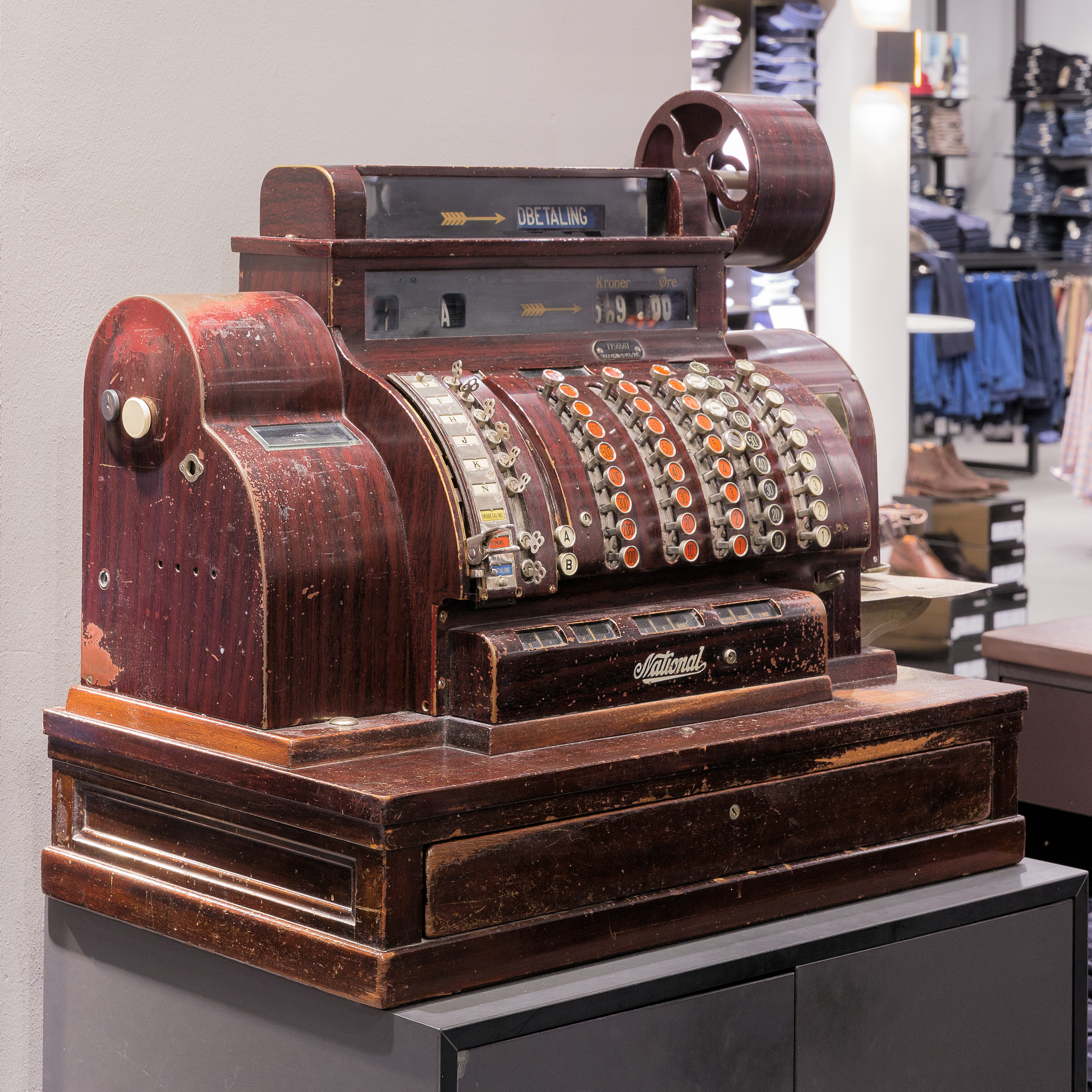
Il più antico registratore di cassa in Danimarca (1917).

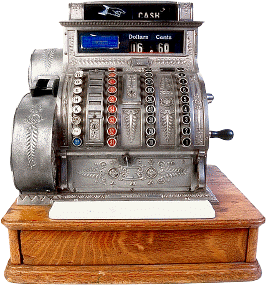
Antico registratore di cassa funzionante a manovella

Il primo registratore di cassa fu inventato da James Ritty dopo la guerra civile americana. Egli gestiva un saloon a Dayton, Ohio, USA, e desiderava evitare che i suoi dipendenti approfittassero di qualche sua distrazione per impadronirsi di parte dell'incasso. Ideò così, nel 1879, il primo registratore di cassa, il Ritty Model I (il brevetto per l'Ohio fu depositato il 4 novembre di quell'anno). Per crearlo si ispirò ai meccanismi che regolavano il flusso del carburante nei battelli a vapore. Con l'aiuto del fratello John, James Ritty perfezionò la sua invenzione fino a depositarne il brevetto su scala nazionale nel 1883.

## Caratteristiche
Spesso il registratore di cassa ha il cassetto del contante collegato in maniera tale da consentirne l'apertura soltanto al termine della transazione o con una speciale chiave che solo il gerente possiede. Ciò riduce il rischio di piccoli furti da parte del personale, ad esempio effettuati non registrando una vendita e intascando il corrispettivo.
I primi registratori di cassa erano interamente meccanici e senza ricevute. Il cassiere inseriva i dati della transazione sul registratore e quando premeva il tasto corrispondente al totale, un campanello suonava e si apriva il cassetto, permettendo al gerente di sapere che era avvenuta una vendita. Tali macchine non erano altro che semplici addizionatrici.
Nella ristorazione (o comunque laddove è impostato) si usa anche il preconto che è un documento, non fiscale né obbligatorio, generato dall'applicativo gestionale di negozio (lo stesso della cassa) che serve al cliente per sapere cosa ha consumato o ricevuto e la relativa somma da pagare; tra le altre cose, è utile al personale per avere in tempo reale gli impegni da lavorare (fa da ordine di consegna cioè la cosiddetta "comanda"); quando si va alla cassa per pagare occorre solo comunicare il numero di tavolo perché il software espone il totale delle relative comande e lo trasforma automaticamente in scontrino o ricevuta o fattura (qualcuno lascia anche il riferimento del preconto sul documento consegnato al cliente).

## Obbligatorietà

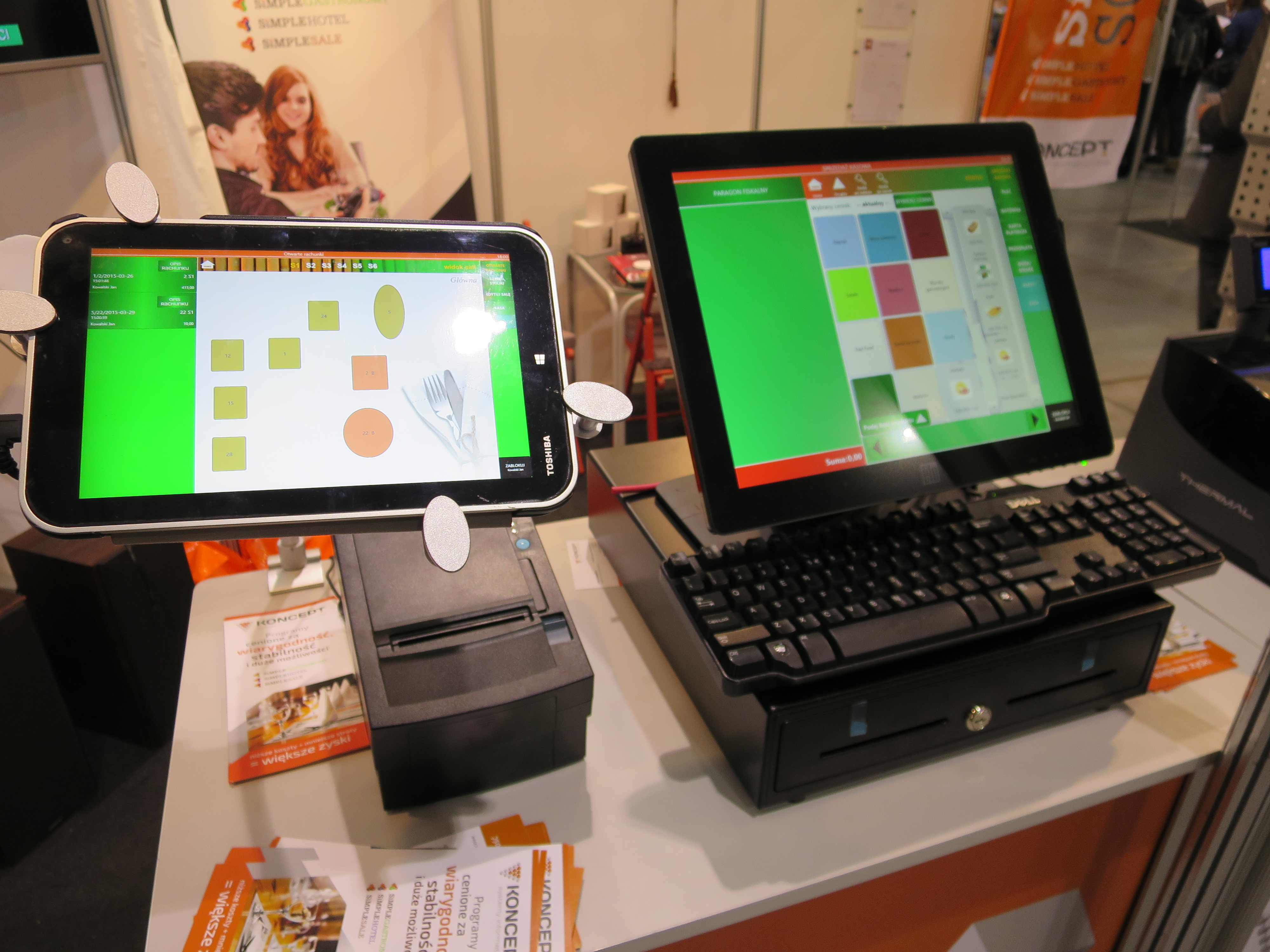
Sistema di cassa POS

In alcuni paesi, tra cui l'Italia, il registratore di cassa può essere obbligatorio per alcune tipologie di esercizio commerciale, per ragioni legate alla tassazione. In tali casi l'acquirente è tenuto a conservare la ricevuta per legge e ad esibirla su richiesta dei pubblici ufficiali incaricati di eventuali controlli. Inoltre l'apparecchio è sigillato tramite piombatura (o etichetta autoadesiva) per evitare manomissioni e deve essere sottoposto a revisione periodica da parte di un centro di servizi autorizzato dal Ministero delle Finanze. In tal caso si parla di registratore di cassa fiscale.
Alcuni registratori di cassa sono collegati a bilance, scanner per la lettura di codice a barre, terminali di pagamento POS per transazioni di pagamento elettronico. Ormai, anche i modelli di medio livello, sono dei veri e propri computer o terminali collegati ad un sistema in rete per la gestione integrata delle vendite. Infatti, in questi casi, su di un server è installato il sistema informatico che controlla le casse-client ed esegue le classiche operazioni contabili di riepilogo movimenti. Spesso è corredato da uno strumento che permette l'estrazione e navigazione (anche via web) dei dati delle vendite. Del sistema fanno parte anche i palmari che si utilizzano (ad esempio nella ristorazione) per stampare le comande, i preconti, ecc.
Questo tipo di macchine, dopo la scansione del codice a barre, di norma European Article Number (EAN) o Universal Product Code (UPC), per ciascun articolo, interrogano una banca dati centrale, calcolano gli eventuali sconti o promozioni per ciascun articolo, comprese eventuali promozioni legate al possesso di una carta fedeltà da parte del cliente, registrano la transazione in dettaglio articolo per articolo, memorizzano il tipo di pagamento e aggiungono data e ora alla transazione.
Inoltre provvedono alla creazione di statistiche per articolo, per tipologia, alla gestione del sottoscorta e dei riordini, alla supervisione delle eventuali date di scadenza dei lotti di merce e ad altre ulteriori funzioni.
Le aziende produttrici di misuratori fiscali POS PC based hanno gestito soluzioni proprietarie e sono sempre risultate rigide e chiuse per gli aspetti legati al software delle loro soluzioni applicative. Oggi vi è una evoluzione dei sistemi di cassa. Vi sono aziende aperte a nuove logiche che hanno rivoluzionato completamente il concetto di cassa, ponendo al centro della soluzione un sistema PC basato sugli standard che ha molte funzioni oltre quella di incasso e stampa di scontrini (fiscali e non). La naturale evoluzione ha portato più di recente all'utilizzo di tablet e smartphone per la gestione delle operazioni di cassa, creando una nuova generazione di POS totalmente basati su dispositivi portatili.
Alcuni front end di nuova concezione, avendo motori promozionali forti, permettono alle realtà più aggressive in chiave di marketing di gestire modalità complesse per l'erogazione di punti elettronici, per la fruizione di sconti e vincoli sulle offerte, sino a produrre buoni sconto rispendibili alle condizioni definite.

## Nel mondo
Contenuti, formati, modalità operative, validità fiscale e altri fattori relativi allo scontrino emesso da un registratore di cassa nonché le caratteristiche dell'apparecchiatura, sono elementi che dipendono dalle norme di ciascun stato.

### Italia
Sino al 2019 la complessa normativa italiana (leggi e regolamenti), afferente al registratore di cassa, è stata inquadrata dal DM 23/03/1983 (senza risalire a epoche precedenti). Successivamente, la normativa è stata notevolmente revisionata per l'introduzione del registratore telematico e del cosiddetto scontrino elettronico.
Infatti, secondo quanto previsto dal decreto collegato alla legge di Bilancio del 2019, tutti i registratori di cassa devono essere connessi a Internet per la trasmissione dei corrispettivi telematici. Questo ha comportato che i produttori abbiano sostanzialmente modificate le apparecchiature, per renderle conformi ai nuovi disposti di legge; la legge ha previsto due fasce di obbligatorietà. L'esercente, che ha superato 400.000€ di fatturato nell'anno 2018, ha iniziato a effettuare la trasmissione telematica il 1º luglio 2019, il restante degli esercenti il 1º gennaio 2020 (obbligo definitivo ed esteso a tutti), successivamente prorogato al 1º gennaio 2021. In questo modo è stato eliminato il libro dei corrispettivi dove l'esercente segnava giornalmente l'incasso effettuato. È stato eliminato inoltre il libretto fiscale del registratore di cassa che è ora digitale e può essere visualizzato tramite un qrcode applicato sul registratore di cassa. Il decreto prevedeva dei contributi d'imposta per l'adeguamento del registratore o per la sostituzione. Lo Stato ha offerto un contributo pari al 50% della spesa sostenuta, fino a un massimo di 250 euro in caso di acquisto di un nuovo registratore di cassa telematico e di 50 euro in caso di adattamento del vecchio registratore di cassa.
In pratica, dal 2019 l'apparecchiatura di cassa si chiama registratore (di cassa) telematico (RT): i dati fiscali (tracciato xml telematico) sono inviati giornalmente e automaticamente all'Agenzia delle Entrate mentre al cliente rimane un biglietto non fiscale (cartaceo o digitale) con cui può dimostrare l'acquisto o il pagamento. Esiste anche un'alternativa: ricorrere ad una procedura web per inviare manualmente il tracciato all'Agenzia delle Entrate.
Dal luglio 2019 il vecchio scontrino fiscale è stato abolito e sostituito dal documento commerciale (sulla copia cliente non c'è più la vecchia dizione MF ma RT).

## Nella grande distribuzione
Il mercato della grande distribuzione e del commercio moderno ha sempre di più la necessità di avere un sistema di cassa semplice e flessibile. Molto più spesso vengono utilizzate soluzioni cassa che, grazie all'utilizzo di video a schermo tattile, rendono l'attività dell'operatore di cassa notevolmente migliorata e semplificata rispetto ai registratori di cassa tradizionali.
Alcuni terminali, oltre a mettere a disposizione un set completo di funzionalità necessarie allo svolgimento dell'attività di vendita, sono integrati con i programmi gestionali di punto vendita e di sede.
Inoltre si stanno affermando sempre più le casse automatiche sia nella grande distribuzione che negli esercizi commerciali più piccoli. Tali casse, dotate di schermo tattile, accettatori di denaro e stampante scontrini (fiscali o no), permettono al consumatore di effettuare da solo la scelta degli articoli da acquistare, pagare in autonomia e, con lo scontrino ricevuto, recarsi al banco per la consumazione.
Tra i produttori di registratori di cassa nel mercato italiano (definiti "misuratori fiscali", eventualmente integrati dalle "stampanti fiscali", nei mercati sottoposti a regolamentazione statale) si trovano aziende quali Epson, DITRON (proprietaria di marchi storici come Sarema e Sweda), NCR, IBM, Wincor-Nixdorf, Olivetti, LABWARE, Custom Group, RCH, Dataprocess, MCT, CEI, Systems, Compass Data Systems.